# شریف عبدالرحیم
شریف عبدالرحیم (انگلیسی: Shareef Abdur-Rahim؛ زاده ۱۱ دسامبر ۱۹۷۶) یک بازیکن بسکتبال اهل ایالات متحده آمریکا است.